# Сиджвик, Невил Винсент
Невил Винсент Сиджвик (англ. Nevil Vincent Sidgwick; 8 мая 1873, Оксфорд, вилла Кресцент — 15 марта 1952, Оксфорд) — английский химик, внесший большой вклад в развитие понятия валентность.

## Биография

### Семья, ближайшие родственники
Происходил из высокообразованной семьи. Его дальними предками были йоркширские фермеры, прадед успешно занимался производством хлопковых тканей в Скиптоне (Skipton). Его дед, Уильям Сиджвик, бросил семейный бизнес и был отправлен на обучение в Кембридж, где получил отличные знания по математике. Вплоть до своей смерти в 1841 году он был директором Скиптонской школы. У него было три сына и одна дочь. Старший сын, Вильям Сиджвик, отец Невила, родился в 1834 году. Два младших сына, Генри и Артур, родились в 1838 и 1840 годах. Генри Сиджвик стал известным профессором этики в Кембридже. В 1864 году Артур Сиджвик был принят на работу в колледже Тринити (Trinity), Кембридж, и вскоре был назначен на должность помощника главы колледжа в школе Рагби (Rugby School), где он отработал пятнадцать лет. В 1882 его пригласили преподавать в колледж Корпас Кристи (Corpus Christy), Оксфорд. Мэри Сиджвик, их сестра, вышла замуж за Эдварда Уайта Бенсона (Edward White Benson) в 1859 году, который был помощником главы колледжа в школе Рагби, а впоследствии стал Архиепископом Кентерберийским.
После смерти Уильяма Сидживиика его жена переехала в место рядом с Бристолем, но 1853 году ей снова пришлось переехать в Рагби (Rugby), где она отдала двух своих младших сыновей в школу Рагби. Уильям Карр Сидживик окончил школу в Блэкхите (Blackheath), научной деятельностью он занимался в Колледже Корпас Кристи при Оксфорде, в 1856 году получил высшую оценку на экзамене на степень бакалавра, в 1857 году становится членом Совета в колледже Мертон (Merton). В 1860 году был посвящён в духовный сан, но, как и его брат Генри и другие современники в Оксфорде и Кембридже, стал все больше понимать, что не может придерживаться религиозных обязательств, требуемых Советом, и, используя церковные законы, в 1871 оставил духовный сан. К тому времени он решил жениться, несмотря на закон Совета: «Если член Совета жениться, то он лишается своего членства». Есть примечания в отчетах Колледжа, датированных 6 февраля 1872 года о рассмотрении брака г-на Сиджвика. Он женился в марте 1872 года, а 8 мая 1873 года в Оксфорде на вилле Кресцент (Crescent), в Парк Тауне (Park Town), который был тогда в северных предместьях Оксфорда, родился Невил Сиджвик.
После заключения брака Уильям Карр Сидживик некоторое время работал учителем в Гернси (Guernsey), но позже вернулся в Оксфорд и продолжил преподавать и читать лекции, преподавал в колледже Ориэл (Oriel), читал лекции по логической и политической экономике. В 1881 году он отправил свои работы по этике и политической экономике в Ливерпуль на рассмотрение о присвоении ему звания профессора. Предоставленные им рекомендации, возможно, были написаны его сыном. Ректор колледжа Линкольн (Lincoln), Марк Пэттисон (Mark Pattison), говорил о нем как о рассудительном человеке острого ума с необычной манерой выражения. Ректор колледжа Куинс (Queens), Маграт (Magrath), писал о нем: «Ему нет равных, своим вниманием и добротой к ученикам он вызвал любовь нескольких поколений студентов». Все его рекомендации основывались на этих качествах, но ему так и не дали звания профессора. Уильям переехал из Оксфорда в Лондон, где в течение нескольких лет занимался журналистикой вплоть до своей отставки. С 1888 года до своей смерти в 1910 году он провел в Рагби. Очень непросто объяснить нехватку успеха Уильяма Карр Сидживика, и сам Невил Сиджвик был чрезвычайно скрытен в разговорах о своем отце, даже с самыми близкими друзьями. Джордж Сэннзбери (George Sainsbury) писал: «Мой наставник покойный Уильям Сидживик, возможно самый умный, если точнее самый мудрый в этой блестящий семье».
Каждый без сомнения понимает от кого Невил Сидживик унаследовал свой блестящий ум и красноречие. «Мой дорогой Невил, иногда, вы мне напоминаете вашего отца» - говорил его дядя. Благодаря матери, Невил Сидживик получил любовь к наукам и многие лучшие черты своего характера. Они были очень близки, и понимали друг друга с полуслова. Её смерть в 1915 году была для него сильным ударом.
Её звали Сара Изаббелла Томпсон (Sarah Isabella Thompson), она была дочерью сержанта Джона Винсента Томпсона, братом которого был генерал Томас Перронет Томпсон (Thomas Perronet Thompson). Её сестра, Филотея (Philothea), вышла замуж за сера Бенджамина Броди (Benjamin Brodie), профессора Химии, который преподавал в Оксфорде с 1885 до 1872 года. Со стороны матери их род происходит из швейцарских корней семьи Перронет (Perronet). К концу 17-го столетия одна ветвь Перронет обосновалась во Франции, а другая в Англии. Жан Родольф Перронет (1708-1794) был знаменитым французским инженером и иностранным членом Королевского общества.

### Юношеские годы
Невил Сиджвик учился в летней школе около Оксфорда с 1885 по 1886 год, а его родители жили в Лондоне. До этого он получал образование дома, его главным педагогом была мама, которая с ранних лет обучала его ботанике и естествознанию, которые развили в нем интерес к путешествиям. В сентябре 1886 года он поступает в школу-интернат Рагби, а в 1888 году его родители переезжают в Рагби и он живет с ними. Он был неуклюжим мальчиком, физически непривлекательным и бесполезным в любой игре (хотя в более поздние годы он стал конькобежцем и умелым игроком в гольф). Это не затрудняло его общение со сверстниками, даже в то время, когда большинство маленьких мальчиков государственных школ сталкивались с трудностями общения, если их главным активом были мозги, а не спортивные достижения. Возможно, его остроумие было слишком колким, а чувство юмора обезоруживало его мучителей, если действительно таковые были. Нет никаких оснований говорить, что ему было тяжело заводить друзей. Он вспоминал о своих школьных днях с удовольствием, и был активным членом административного совета школы с 1933 до 1944 года. Письмо, написанное г-ном Скоттом (Mr. Scott) матери Невила во время его первого года обучения, может дать его характеристику: «Невил дебютировал. Он остроумен и невнимателен… Много грубых ошибок, всё из-за его здоровой природы…Что удивляет меня больше всего, что должно удивить любого, это его непринужденность и способность схватывать всё налету в любом деле».
В то время школа Рагби была в центре нового движения обучения наукам в государственных школах, но из всех наук изучалась только литература. В школе Сиджвик изучил классические языки в совершенстве. Ему удалось быстро стать примером для сверстников в школе, в зимний семестр 1891 занял третье место по классическим языкам и третье место в научных дисциплинах. В 1891 году он пытался сдать экзамены в Оксфорд, чтобы поступить на изучение гуманитарных наук, но провалился. Тогда он решил при поддержке матери и с согласия отца посвятить себя науке. В 1892 году его выдвинули на получение стипендии по естествознанию в Крайст-Черч (Christ Church), Оксфорд. В то же время два его сверстника получали научные стипендии в Баллиол (Balliol) и Тринити (Trinity). Невил обратился к директору школы за общепринятым сокращением рабочего дня с учетом этих успехов, но получил отказ. Правила ограничивали получателей классических стипендий!
Осенью 1892 году Невил поменял место жительства на Крайст-Черч. Ему повезло с наставниками по химии, Верноном Харкуртом (Vernor Harcourt) и доктором Лис Ридер (Lees Reader), которые были пионерами в новой области физической химии, они одними из первых изучили скорость химических реакций и условия, которые их определяют. Главными центрами изучения химии в то время были колледжи, и Невил делал всю практическую работу в лаборатории Крайст-Черч. Ему присвоили звание “Честь школы естествознания” в 1895 году. В 1897 году он на отлично сдал экзамен на степень бакалавра. Один из его экзаменаторов, доктор Рэшдал (Rashdall) написал в 1902 году, когда Невил был кандидатом на свободное место помощника доктора Лиса Ридер: «У меня хорошее и самое благоприятное впечатление от его работы. Эта работа была сделана после того, как он бросил классические языки и посвятил себя естествознанию. Получить отличную оценку в таких обстоятельствах было выдающимся подвигом. В основном он этого достиг работами по философии. Невил проявил высокие философские способности и дал мне понять, что он является одним из двух или трех самых способных научных мужей – возможно одним из самых способных – из его сверстников»
После этого действительно замечательного и неповторимого подвига, в течение года Сидживик работал в лаборатории Крайст-Черч и получил стипендию Диксона (Dixon), которая позволила ему уехать в Германию. Сначала он отправился в лабораторию Освальда (Ostwald’s lab) в Лейпциге, чтобы овладеть современными физическими методами исследования органических соединений. К сожалению, он заболел и вернулся в Оксфорд, где он провел лето 1899 года, исследуя действие спирта и других органических веществ на хлорид олова. Осенью он вернулся в Германию, чтобы работать под руководством фон Пехмана (von Pechmann) в Тюбингене (Tübingen), где он провел два счастливых и плодотворных года, становясь успешным немецким ученым, и проводя исследования в области производных ацетон – дикарбоновой кислоты, за которые он получил докторскую степень в июле 1901 года. Его диссертация была опубликована в Тюбингене, но появилась только в Берихте (Berichte) в 1904 году, задержка была вызвана болезнью и смертью фон Пехмана.
Перед тем как Сидживик уехал из Тюбингена, его избрали в совет колледжа Линкольн, куда он приехал в октябре 1901 года. После его неудачи на место помощника доктора Лис Ридершипа, и не очень серьёзном заявлении на звание профессора неорганической химии в 1920 году, когда был избран Содди (Soddy), кажется, он больше никогда не искал другую должность или серьёзно рассматривал любое приглашение. Колледж Линкольн стал его родным домом, а Оксфорд центром работы всей его жизни.

### Начало научной деятельности
В 1905 году Сиджвик преподавал химию в колледжах Магдален (Magdalen) и Линкольн (Lincoln). На своих занятиях он очень много времени уделял посторонним темам, не связанных с химией. Настойчиво советовал посещать его лекции, но никогда никого не ругал за их непосещение. «Мы идем в его кабинет, он закуривает трубку и начинает с нами беседовать» - рассказывает один из его студентов. «Мы сидим вокруг него, а он просто курит и проверяет с нами наши задания» - рассказывает другой. «Студенты, которые подвергались систематическому окуриванию в течение четырех лет, становились зрелыми учеными» - описание оксфордских учителей в книге Стефана Ликокса (Stephen Leacock) Моё Исследование Англии.
Сиджвик очень много курил, его можно было увидеть без трубки только во время приема пищи. В эти годы он не был вдохновленным ученым, его исследования были бессистемны. Сначала он продолжил работу над органическими соединениями олова, но вскоре бросил её, не публикуя результатов. Он потерял интерес к этому исследованию, так как металлорганические соединения могли быть ядовитыми. Но в 1923 году, когда важность изучения валентности стала очевидной, его убеждения потеряли свою силу, и все его ученики вновь принялись за исследования, к счастью без происшествий. Сиджвик никогда не был горячим экспериментатором. Ему понравилось иметь группу учеников, которые делали огромную часть работы в лаборатории. Сиджвик не был достаточно хорош в выборе метода анализа, зато он преуспел в обработке результатов. Из результатов Сиджвик мог увидеть намного больше, чем люди, которые делали для него эти эксперименты. Но у него не было четкого плана работы, он появился намного позже. Его научная репутация была в значительной степени ограничена стенами Оксфорда, и даже там его признавали только молодые ученые, а те, кто постарше расценивали его как заблуждающегося химика – органика. В Химическом обществе (Chemical Society) он был больше известен как критик и автор книги «Органическая химия азота», нежели как учёный. Сиджвик очень хотел стать членом Королевского общества (Fellows of the Royal Society), и его самые близкие друзья сильно переживали за него, потому что не хотели, чтобы он повторил участь отца.
В 1910 году была издана «Органическая химия азота». В предисловии Сиджвик написал: «Органическую химию нельзя рассматривать независимо от вопросов физической химии, которые она в себя вовлекает».
Научная пресса не восприняла книгу с особым энтузиазмом, один из рецензентов раскритиковал автора. Однако это был большой успех. Ясные, логические и убедительные обсуждения спорных вопросов, которые раньше никто не замечал, дали книге выдающееся качество. Образовательная ценность книги была огромна. Конечно многие из выдвинутых теорий не пережили течение времени, но мастерское собрание фактов, отраженных в книге, неоценимо.
Тираж в 1250 копий был мгновенно распродан. В 1922 году Сиджвик думал о втором издании, но его полностью поглотила работа о валентности, поэтому все права на второе издание он передал Тейлору (T.W.J. Taylor) и Вильсону Бейкеру (Wilson Baker). Второе издание книги вышло в 1937 году и было переиздано ещё много раз.
1914 год стал поворотной точкой в карьере Сиджвика. Он был одним из представителей Британской ассоциации (British Association) отправленных на встречу в Австралии. Это было его первым из многих путешествий за границу, которые доставляли ему особенное удовольствие. Волей случая Сиджвик познакомился с Резерфордом (Rutherford) на борту корабля, который шел Австралию. Сиджвик проникся к нему глубоким уважением и преданностью. Любое заявление Резерфорда (Rutherford) было правильным в его глазах, и он его всячески поддерживал.

### Годы войны
Возможно именно Резерфорд (Rutherford) зажег в Сиджвике ту искру, которая раскрыла весь потенциал его ума. Но из-за войны 1914 – 1918 годов его работа была приостановлена. Хотя Сиджвик был годен для военной службы, но абсолютно не подходил для неё, поэтому он остался в Оксфорде и бесплатно работал консультантом в департаменте взрывчатых веществ. Перкин (W.H.Perkin) предложил способ производства ацетона из спирта с помощью трех каталитических процессов: спирт → альдегид → уксусная кислота → ацетон. Сначала исследованием этого вопроса занимался Ламберт (B. Lambert), а потом Сиджвик, который взял на себя всю ответственность за исследования в связи с тем, что Ламберт (B. Lambert) ушел на фронт. В Уоррингтоне (Warrington) был построен завод, но финальный этап преобразования уксусной кислоты в ацетон никогда не отличался стабильностью, произошел несчастный случай, при взрыве погибло несколько человек, далее завод использовался только для получения уксусной кислоты.

### Признание в научном мире
В конце войны Сиджвик вернулся к исследованию растворимости и давления пара изомерных замещенных продуктов бензола. В работе, опубликованной в 1915 году, он доказывал сходства в растворимости изомерных крезолов и метилбензойных кислот, а также различие в растворимостях изомерных нитрофенолов. Из этого он сделал вывод о том, что орто - замещенный нитрофенол отличается по структуре от мета- и пара - нитрофенола.
С 1922 по 1924 года Сиджвик и его помощники опубликовали в журнале Химического общества (Journal of the Chemical Society) несколько детальных исследований о растворимости и давлении пара других производных бензола. В 1922 году его избрали членом Королевского общества (F.R.S). Это событие отметило начало его выдающейся научной деятельности. Ему было уже 49 лет, но он был полон энергии и готов к новым свершениям. Его друзья заметили в нем перемены, он стал более уверенным и более терпимым.
В марте 1921 года в журнале «Nature» вышла статья о структуре атома Бора (Bohr). Первые признаки интереса к этой работе появляются у Сиджвика в статье «Структура ацетата бериллия» (The structure of beryllium acetate) и работе «Координационные соединения и атом Бора» (Co-ordination compounds and the Bohr atom), которые издали в 1923 году. На встрече Британской ассоциации (British Association) в Ливерпуле Сиджвик открыл обсуждение на тему «Атом Бора и периодический закон». Теперь Невил Сиджвик выбрал свой путь, четко решив развивать электронную теорию валентности.
В 1927 году была издана «Электронная теория валентности» (Electronic theory of valency) Сиджвика. Его наградили Королевской медалью в 1937 году. В последней главе своей книги Сиджвик рассмотрел новые подходы к отдельным элементам, а в предисловии он написал, что хочет продолжить изучение этого вопроса во втором томе. Выход второго тома состоялся спустя 20 лет.
1920 - 1930 годы были для Сиджвика самыми продуктивными, во время которых он издал книгу, которая принесла ему всемирную известность, и опубликовал более сорока статей в научных журналах. В 1924 году вместе с Британской ассоциацией он посетил Канаду, а после заключительных встреч в Торонто пересек прерии и Скалистые горы Западного побережья, а потом вернулся в Оксфорд. В 1929 году он отправился в путешествие по Южной Африке.

### 1930 - 1939 годы
К концу 1930 года его пригласили провести семестр в Корнеллском университете (Cornell University). В январе 1931 года он приплыл в Нью-Йорк и пробыл там две недели, посетил Принстон и в феврале остановился в Итаке (Ithaca), где продолжил свою работу. 
Сиджвик вернулся в Оксфорд в сентябре 1931 года, надеясь, что комитет не обременит его работой, и он сможет спокойно заниматься исследованиями и писать книги. Но немногие могли справиться с такой работой. Он был председателем совета по исследованиям в химии с 1932 по 1935, являлся членом Королевского совета с 1931 по 1933, президентом Фарадеевского общества с 1932 по 1934 и президентом Химического общества с 1935 по 1937. Также был председателем в комитете по публикациям, так как никто кроме него не мог давать значительных комментариев на поступающий материал. В 1935 году он получил орден Британской Империи и почетную степень доктора юридических наук в Ливерпульском университете, также его избрали в Оксфорде на должность сверхштатного профессора химии.
Все эти новые обязанности поверх преподавания задержали четыре его книги. В 1932 году, после написания четырех глав, Сиджвик оставил все свои попытки пересмотреть «Органическую химию азота». Больше всего он хотел сконцентрироваться на втором томе «Электронной теории валентности». Работу над книгой он начал в 1935 году. Летом в Америке он написал: «Я накопил очень много материала, но я не хочу провести все время только в накоплении материала, не используя его». Вскоре он обнаружил, что взял на себя очень сложную задачу. В то время появилось множество открытий в квантовой механике, которые нужно было учитывать. К счастью, у Сиджвика были способные помощники, которые помогли ему разобраться с квантово механическими аспектами. 
В обращении к Химическому обществу в 1937 он сказал, что общие следствия из теории резонанса имеют огромное практическое значение, особенно для химика-органика. В то же время ввиду сложности реализации математических операций в этой теории он отмечал необходимость упрощения технического языка волновой механики для лучшего понимания неподкованных в подобных задачах читателей. Нечто похожее говорил Кларк Максвелл: «Для людей с различным складом ума научная истина должна быть представлена в разных видах и рассматриваться одинаково научно как в ясной и красочной иллюстрации, так в символьном отражении». Ещё больше, чем математический, его возмущал литературный язык волновой механики. «Назвать это резонансом», негодовал он: «Следовательно, молекула колеблется между двумя состояниями, что противоречит самой теории» Это, по его словам, напоминало ему одного из его любимых персонажей в работах Диккенса (Dickens).
Однако он не призывал химиков переименовать это явление. «На сегодняшний день нам приходится принимать терминологию физиков». Я не знаю, когда масштаб стоящей перед ним задачи надломил его, но работа над вторым томом была заброшена ради абсолютно нового трактата. К тому времени он уже шесть раз приезжал в США. Америка притягивала его как магнит. Ему нравилась эта страна, мало американцев знали её так же хорошо, как он. Перед тем как умереть он успел посетить 46 штатов из 48, и в каждом у него был как минимум один друг. Ни одному британскому ученому не удавалось стать таким известным в США. Ему присвоили звание Иностранного члена Американской академии искусств и наук в 1938, но к тому времени он стал, почетным американцем.
В 1939 он посетил встречу A.N.Z.A.A.S в Канберре, читал лекции, а также принял участие в нескольких обсуждениях. Там он получил новые впечатления, когда его старый ученик Дэвид Риветт (David Rivett) взялся отвезти его из Мельбурна в Канберру на машине через Гиппслэнд, где бушевали худшие в истории лесные пожары, и пелена дыма преграждала путь солнечному свету, что вынудило водителя ползти с включенными в самый разгар дня фарами.

### Главный труд всей жизни
Война 1939 - 1945 позволила Сиджвику вернуться к своему трактату. О путешествиях не могло быть и речи, вылазки в Лондон были редки и лишены былой привлекательности. Оксфорд меньше всех английских городов страдал от войны. Решающую роль сыграло постепенное сворачивание научных работ во всем мире, что привело к обмелению былого потока информации до маленького ручейка. Наконец-то у Сиджвика появилась возможность охватить большой объем литературы, не отвлекаясь на новые источники. Единственное, что беспокоило его, это здоровье, продолжающееся неуклонно ухудшаться, но сила воли и чувство юмора поддерживали его силы на необходимом уровне.
Главный труд его жизни был завершен к октябрю 1947 года, но потребовалось ещё некоторое время для составления алфавитного указателя и финальной доработки трактата в двух томах из 750000 слов. Первая часть была отправлена в издательство «Clarendone Press» в начале 1948 года.
Первоначально названные сроки выпуска в печать не выдерживались в послевоенных условиях, что привело к очередной вспышке гнева Сиджвика. Он написал издательству, что оно постоянно сдвигает дату, а это, по его мнению, угрожало его книге стать устаревшей к моменту долгожданного появления в продаже. И только вежливые намеки в ответном послании на послевоенные проблемы с печатающими устройствами и затруднениями с подготовкой алфавитного указателя смогли успокоить его гнев. Ему оставалось только терпеливо ждать. Наконец, 23 марта 1950 года книга была издана, и Сиджвик, окрыленный этим событием, но все ещё слабый телом, отправился в очередной раз в США. Он дал несколько неофициальных лекций и проехал Штаты вдоль и поперек, не забыв и про Канаду, посещая все те места и друзей, которых он не видел уже 11 лет. Он приезжал ещё раз в 1951, отлично зная, какому риску он подвергает собственное здоровье. Но оно того стоило. Тепло, с которыми его встречали на встрече Американского Химического Сообщества в Нью-Йорке, никто из присутствующих не сможет забыть. Он был уже очень слаб, но все так же неукротим духом. Три месяца своего отсутствия он провел в компании Ли Дэйви (Lee Davy), который был его помощником в Корнеле (Cornell). Домой он вернулся только, чтобы умереть.
«Химические элементы и их соединения» является монументальной работой химии. Один из рецензентов писал: «никогда прежде суть химии не была рассмотрена с таким всеобъемлющим пониманием её структуры и такой яркой критикой её философии». Целью этой работы было рассмотреть в деталях свойства всех элементов и их соединений в свете современной теории; и уделить особое внимание наведению порядка в неорганической химии сравнимого с существующим весьма давно в органической. Никто ранее не пытался браться за столь масштабную задачу; и можно с уверенностью говорить, что никто не смог бы решить её с таким потрясающим успехом. В работе содержится около 10 000 ссылок на оригинальные документы, большая часть которых была изучена и задокументирована, а их основные моменты были зафиксированы в памяти Сиджвика, которая, казалось, никогда не заполнится под завязку. Никто не ожидал, что работа подобных размеров будет лишена ошибок или упущений; и действительно, на следующие же день после издания химики со всех стран принялись за письма, в которых одновременно и поздравляли автора, и жаловались, что их собственные работы были упущены из вида или неправильно поняты. Были и другие замечания, более значимые. Но малое количество величайших работ в искусстве или науке может похвастаться полным отсутствием оных. Зато я не могу представить более поучительной задачи для молодого химика, как поиск ошибок в последней и лучшей книге Сиджвика. Её выполнение займет много месяцев и включит в себя изучение множества сфер знаний, некоторые из которых лишь частично исследованы. Для зрелого химика в свою очередь это кладезь информации, в который он не может просто заглянуть в какой-то точке, и не продолжить чтение, ведомый интересом к предмету и стилем написания. Сиджвик оценивал тираж от 3000 до 5000 в течение трех лет, «судя по числу запросов, полученных по обе стороны Атлантики». К нынешнему моменту продано около 9000 экземпляров. И это число продолжает расти. В любом случае эта работа не утратит своей актуальности и надолго останется образцом для будущих авторов.

### Место в истории
Место Сиджвика в истории химии неоспоримо. Его собственные исследования, упоминаемые в научных журналах в виде длинного списка достижений и открытий, не блещут оригинальностью. Он был куда больше природным философом, нежели исследователем. Он умело сплетал упорядоченный и гармоничный узор, поражающий своим масштабом, из ниток-открытий других ученых. Он оказывал большое влияние на современников. Его широкие интересы и знания, его мощный и чистый голос украшали любые обсуждения, от личных встреч до выступлений перед многочисленными аудиториями. Он был самым желанным гостем на всемирных конференциях, космополитом в лучших традициях науки.
В Оксфорде он оставил след, который трудно не заметить. Когда он впервые появился в Оксфорде бакалавриат химии только начал возрождаться, в основном благодаря работе преподавателей колледжа в их собственных лабораториях. Кафедра химии в университете была плохо оборудована и ощущала нехватку руководителей. Одлинг (Odling) скорее был проводником в прошлое нежели исследователем будущего. Физики в свою очередь мало контактировали с химиками и не имели общих тем для исследования. Задолго до смерти Сиджвика, Оксфорд был признан ведущей химической школой в мире, где химия и физика были связаны в одно целое. Сиджвик оказал огромное влияния на эти преобразования.

### Книги
1910. Organic chemistry of nitrogen. Oxford: Clarendon Press. (2nd edition wholly rewritten
by T. W.J. Taylor and W. Baker, 1937.)
1927. Electronic theory of valency. Oxford: Clarendon Press.
1933. Some physical properties of the covalent link in chemistry. Ithaca, N.Y.: Cornell University Press.
1950. The chemical elements and their compounds. Vols. I & II. Oxford: Clarendon Press.